# Upplands runinskrifter 284
Upplands runinsksrifter 284 är en vikingatida runristning på en berghäll av granit i Torsåker, Hammarby socken och Upplands-Väsby kommun.
Runhällen av grå granit. Runorna är 6-7 centimeter höga, cirka 2 millimeter djupa. Inskriptionen vetter mot nordnordost. Enligt Upplands runinskrifter är ristningen 1,99 meter hög och 1,34 meter bred.

## Inskriften
Translitterering av runraden:
suain · risti · runar · þisar · ik͡til · lit · hkua · auk · mani · þaiʀ · litu · hkua iftʀ · kuna · faþur · sin
Normalisering till runsvenska:
Svæinn risti runaʀ þessaʀ. Kætill(?) let haggva ok Manni/Mani. Þæiʀ letu haggva æftiʀ Gunna, faður sinn.
Översättning till nusvenska:
Sven ristade dessa runor. Kättil lät hugga och Manne (Måne). De läto hugga efter Gunne, sin fader.